# Omukae Death
Omukae Death (japonés: お迎えデス, Romaji: Omukae Desu), es una serie de televisión japonesa transmitida del 23 de abril al 18 de junio de 2016 a través de NTV.
La serie es una adaptación del manga japonés "Omukae Death" de la artista japonesa Meca Tanaka.

## Sinopsis
Madoka Tsutsumi, es un tímido y callado estudiante universitario, que raramente expresa sus sentimientos y nunca ha hecho un acto impulsivo en su vida. 
Sin embargo, una noche, cuando ve a un anciano y a un conejo rosa luchando físicamente, su vida cambia. El conejo rosado sorprendido, le pregunta a Madoka si puede verlos, y cuando él le dice que sí, intenta reclutarlo para que trabaje en el "GSG" (un servicio de transporte hacia el cielo) y se presenta como el Ángel de la Muerte Nabeshima, también le dice que el viejo es Yozo Baba, un fantasma que había muerto el día anterior pero que no quería pasar a la otra vida.
Por otro lado, Sachi Aguma, es una joven estudiante que también puede ver fantasmas y que ha estado ayudando a Nabeshima y a su colega, Yuzuko a que las almas resuelvan sus remordimientos, antes de poder irse en paz. A pesar de parecer una joven fría, en realidad Sachi se preocupa por las almas que ayuda, en especial después de que una de ellas fuera destruida luego de convertirse en un ser malvado, al no poder dejar ir su rencor, por lo que se siente culpable.
Aunque al inicio Madoka rechaza ayudarlos, cuando comienza a ver cosas que no debe ver, decide hacerlo, dejando que los espíritus de los muertos posean su cuerpo y resuelvan así sus arrepentimientos. 
El grupo intentará que los espíritus estén en paz dentro de los primeros 49 días, ya que si no lo logran, estos se convierten en espíritus malignos y son eliminados. En el proceso el tímido y cerrado Madoka, comenzará a tener sentimientos por Sachi y finalmente será capaz de revelarle lo que en realidad siente.

## Reparto

### Personajes principales
| Actor                    | Personaje                   | Nº de episodios | Notas |
| ------------------------ | --------------------------- | --------------- | --- |
| Sōta Fukushi             | Madoka Tsutsumi             | 9               | Es un estudiante universitario en su tercer año en el departamento de ingeniería de la Universidad Meioh, así como un experto en ciencias, que ayuda a las almas a cruzar a la otra vida. Tiene la habilidad de ser poseído por los fantasmas. Poco a poco se va enamorando de Sachi. |
| Tao Tsuchiya Inoue Rinna | Sachi Aguma                 | 9 1             | Es una estudiante universitaria que ayuda a las almas a que están reacias a dejar el mundo, a cruzar a la otra vida. Es una joven expresiva y extrovertida, que puede ver fantasmas desde pequeña. Aunque al inicio no lo acepta, poco a poco comienza a enamorarse de Madoka. Siente una gran admiración por Nabeshima. |
| Ryōhei Suzuki            | Nabeshima / Masato Murakami | 9               | Es un fantasma que recluta a Sachi Aguma y a Madoka Tsutsumi, para que lo ayuden a encontrar a las almas que están vagando por el mundo a cruzar al otro lado en paz. No recuerda nada de su vida antes de morir, sin embargo más tarde descubre que es el hermano mayor de Asami Murakami, Masato y que Ritsuko Manabe era su prometida. También descubre que había muerto luego de resbalar de un acantilado, mientras intentaba salvar a Asami. |
| Hamada Kokone            | Yuzuko                      | 9               | Es una joven fantasma y colega de Nabeshima, a quien ayuda junto con Madoka Tsutsumi y Sachi Aguma, a que las almas crucen. |

### Personajes recurrentes
| Actor           | Personaje         | Nº de episodios | Notas |
| --------------- | ----------------- | --------------- | --- |
| Nomaguchi Tohru | Shinozaki         | 9               | Es un miembro de la sección 1 y el rival de Nabeshima en el otro mundo, así como uno de los que están interesados en buscar cualquier error para cerrar la sección de Nabeshima. Cuando descubre que Sachi Aguma puede separar su espíritu de su cuerpo, intenta reclutarla en su equipo, sin éxito.                                                 |
| Yuki Morinaga   | Takashi Kato      | 9               | Es un joven universitario y el amigo de Madoka Tsutsumi. |
| Mako Ishino     | Yumiko Tsutsumi   | 9               | Es la madre de Madoka Tsutsumi y madre adoptiva de Madoka Tsutsumi. |
| Ren Osugi       | Ikuo Tsutsumi     | 9               | Es el padre de Madoka Tsutsumi. Cuando sufre de un ataque al corazón, su espíritu se separa de su cuerpo por unos días, sin embargo con la ayuda de Madoka logra regresar a la vida. |
| Karen Ootomo    | Sayaka Tsutsumi   | 9               | Es la media hermana menor de Madoka Tsutsumi. Su madre biológica es Kiyomi Sawamura, luego de que regresa a su vida para intentar convenserla para que se mude con ella, Sayaka la rechaza. |
| Takuya Negishi  | Matsumoto         | 9               | Es un miembro de la sección 1 y el rival de Nabeshima en el otro mundo, así como uno de los que están interesados en encontrar cualquier error para cerrar la sección de Nabeshima. |
| Yū Hirukawa     | Mayuri            | 9               | Es una humana que puede ver las almas y es la encargada de eliminar a los espíritus que se convierten en seres malignos, luego de que no pasan al otro mundo. Es miembro de la sección 1 y rival del equipo de Nabeshima. Trabaja como uno de las encargadas de la limpieza del hospital donde trabaja el padre de Sachi Aguma.                      |
| Mugi Kadowaki   | Chisato Ogawa     | -               | Es la antigua compañera de clases de Madoka Tsutsumi, de quien ha estado enamorada, sin embargo nunca se lo dice. Más tarde muere y con la ayuda de Sachi Aguma, intenta revelarle sus sentimientos a Madoka, pero pronto se da cuenta de que él en realidad está enamorado de Sachi. Quedando en paz con sus acciones, finalmente se despide de él. |
| Saki Takaoka    | Kumiko Aguma      | 3, 5, 7         | Es la madre de Sachi Aguma. |
| Kisuke Iida     | Hiroshi Yamashita | 4-7             | Es el director del hospital y el padre de Sachi Aguma. En el pasado se divorció de su esposa Kumiko, luego de engañarla y abandonó a su familia. Cuando Sachi sufre un accidente, él se hace cargo de su atención. |

### Otros personajes
| Actor                        | Personaje | Episodio(s) donde apareció | Notas |
| ---------------------------- | --------- | -------------------------- | --- |
| Akari Matsukawa              | Manami    | 1-9                        | Es una de las amigas de Sachi Aguma. |
| Rio Kobayashi (小林璃央)     | Kaori     | 1-9                        | Es una de las amigas de Sachi Aguma. |
| Eriko Tomiyama               | -         | 1                          | Es una estudiante universitaria. |
| Guama (ぐあま)               | -         | 1                          | |
| Shuhei Uesugi                | Yuuga     | 3                          | Es un joven que da sus servicios de acompañante.                                                                                              |
| Koji Kominami                | -         | 3                          | Es un presentador. |
| Hirara Hayasaka (早坂ひらら) | -         | 4, 9                       | Es la jefa de Nabeshima y de los encargados de las secciones.                                                                                 |
| Kubo Akira (久保晶)          | -         | 5                          | Es un fantasma anciano que ayuda a Yoshiko Kato, a que Rie Egawa vea que si hay fantasmas, moviendo los libros de la oficina de Kosuke Maeda. |
| Suga Tomio (菅登未男)        | -         | 5                          | Es un fantasma anciano que ayuda a Yoshiko Kato, a que Rie Egawa vea que si hay fantasmas, moviendo los libros de la oficina de Kosuke Maeda. |
| Zuimaro Awashima (粟島瑞丸)  | -         | 6                          | Es un miembro del equipo de béisbol "Rabbits".                                                                                                |
| -                            | Akemi     | 6                          | Es una mesera que atiende la mesas donde se encuentra el equipo de béisbol de Tatsuo.                                                         |
| Dan Takahashi (高橋弾)       | -         | -                          | |
| -                            | Maki      | 8                          | Es una empleada en la oficina donde trabaja Asami Murakami.                                                                                   |

### Apariciones especiales
| Actor                           | Personaje         | Episodio(s) donde apareció | Notas |
| ------------------------------- | ----------------- | -------------------------- | --- |
| Shirō Itō                       | Yozo Baba         | 1, 9                       | Es el padre de Reiko, luego de morir de un ataque al corazón se rehúsa a pasar a la otra vida, no sin antes hacer que su hija deje a su esposo. Con la ayuda de Madoka Tsutsumi y Sachi Aguma, finalmente se da cuenta de su error y luego de lograr que su hija regrese con su esposo, se despide de ella, antes de partir en paz. Más tarde cuando Madoka Tsutsumi cruza al otro mundo y se ve envuelto en problemas, lo ayuda a escapar con la ayuda de Kazuya y Chisato Ogawa. |
| Miho Kanno                      | Reiko Baba/Sano   | 1                          | Es la hija de Yozo, luego de la muerte de su padre, se separa de su esposo Masamichi Sano, a quien su padre no veía bien. Poco después con la ayuda de Madoka Tsutsumi y Sachi Aguma, se reconcilia con él, da a luz y puede despedirse de su padre. |
| Toshihiro Yashiba               | Masamichi Sano    | 1                          | Es el esposo de Reiko Baba, cree que no vale nada y después de la muerte de su suegro, Reiko lo deja. Con la ayuda de Madoka Tsutsumi y Sachi Aguma, logra reconciliarse con su esposa y poco después ella da a luz. |
| Amon Kabe                       | Kazuya            | 2, 9                       | Es un joven de 14 años, que luego de pasar mucho tiempo hospitalizado por un problema en el corazón, muere. No cruza, debido a que tiene dos remordimientos: no pudo cumplir su deseo de subir a la rueda de la fortuna con su enfermera Mizue y haberle dicho que era la "peor enfermera del mundo". Con la ayuda de Madoka Tsutsumi y Sachi Aguma, Kazuya logra cumplir uno de sus deseos: decirle a través de un cartel que era la mejor enfermera del mundo y cuando se da cuenta de que Mizue, está enamorada de Tsutomu, los ayuda a reconciliarse, finalmente poco después logra cruzar en paz. Más tarde cuando Madoka Tsutsumi cruza al otro mundo y se ve envuelto en problemas, lo ayuda a escapar con la ayuda de Yozo Baba y Chisato Ogawa. |
| Manami Higa                     | Mizue Masuda      | 2                          | Es la enfermera de Kazuya, quien antes de morir le promete ir a la rueda de la fortuna con él, cosa que no puede cumplir. Sale con Tsutomu Yasuda, sin embargo cuando él tiene que viajar al extranjero por trabajo y le pide que lo acompañe, Mizue se niega y terminan, ya que no quiere dejar su trabajo como enfermera. Poco después gracias a la ayuda de Madoka Tsutsumi, Sachi Aguma y Kazuya, se reconcilia con Tsutomu. |
| Hideyuki Kasahara               | Tsutomu Yasuda    | 2                          | Es el novio de Mizue Masuda. Después de que tiene que viajar al extranjero por trabajo, le pide a Mizue que lo acompañe, pero ella se niega, ya que no quiere dejar su trabajo. Poco después se reconcilian y le pida a Mizue que lo espere. |
| Maho Nonami                     | Miki Yajima       | 3, 4                       | Es la maestra de Ryoji Nakamura, quien luego de morir no puede estar tranquila cuando ve que Ryoji ha cambiado su forma de ser y busca problemas. Cuando descubre que la razón era porque Ryoji estaba enamorado de ella y había quedado destrozado por su muerte, decide quedarse en la tierra más tiempo, ya que también estaba enamorada de él, pero había estado reprimiendo sus sentimientos. Aunque Madoka Tsutsumi y Sachi Aguma intentan ayudarla, Miki se niega, por lo que comienza a convertirse en un espíritu maligno. Cuando intenta matar a Ryoji para que esté con ella, termina lastimando a Sachi. Más tarde Madoka y Ryoji logran frenar al espíritu maligno y regresarla al lado bueno, sin embargo lamentablemente a pesar de sus esfuerzos, al pasar mucho tiempo con una parte del espíritu maligno, Miki no puede recuperarse por lo que su espíritu es eliminado. Antes de irse le pide a Ryoji que se olvide de ella y tenga una buena vida. |
| Ryo Ryusei                      | Ryoji Nakamura    | 3, 4                       | Es un alumno que luego de la muerte de su maestra Miki Yajima, comienza a comportarse de forma rebelde y autodestructiva. Más tarde y gracias a la ayuda de Madoka Tsutsumi y Sachi Aguma, revela que la razón por la que había estado comportándose de esa forma, era porque estaba enamorado de Miki. Cuando se da cuenta de que Miki podría estar triste viendo como se había estado comportando, decide regresar a la escuela. |
| Hiroki Konno                    | Tamotsu           | 3, 4                       | Es un hombre que luego de beber y resbalarse en un río, muere ahogado. Cuando está yendo al otro mundo, conoce a Sachi Aguma y se enamora a primera vista de ella, por lo que decide quedarse. Aunque intenta hacer que Sachi se enamore de él, ella lo rechaza. Luego de acosarla sin éxito, decide poseer el cuerpo de Madoka Tsutsumi e intenta atacarla, sin embargo Madoka logra detenerlo. Al darse cuenta de lo asustada que está Sachi, se disculpa con ella y decide irse al otro mundo. |
| Yumiko Fujita Ryo Sato          | Yoshiko Kato      | 5                          | Es la abuela de Takashi Kato. Luego de fallecer no puede pasar a la otra vida, luego de ver que la estudiante Rie Egawa miente sobre ser atacada por el maestro Kosuke Maeda, su antiguo amor. Con la ayuda de Madoka Tsutsumi logra que Rie diga la verdad y le pide disculpas a Kosuke por haberlo abandonado años atrás. |
| Tokuma Nishioka Takuya Nakayama | Kosuke Maeda      | 5                          | Es un maestro de economía de la Universidad Meioh, es un hombre serio y poco amigable. Cincuenta años atrás estuvo enamorado de Yoshiko Kato, incluso estuvo dispuesto a dejar todo para huir con ella, pero lo abandonó. Cuando la estudiante Rie Egawa lo acusa falsamente de haberla atacado, es interrogado por la policía, pero gracias a Madoka Tsutsumi la verdad es descubierta y Kosuke restituido en su puesto. |
| Marie Iitoyo                    | Rie Egawa         | 5                          | Es una estudiante que miente y le hace creer a la policía y a las autoridades de la universidad que el profesor Kosuke Maeda, había intentado abusar de ella, sólo para alcanzar sus créditos y así obtener el trabajo que le habían ofrecido. Más tarde cuando se descubre la verdad es suspendida de la escuela, pero el profesor Kosuke logra que la perdonen sólo si trabaja en su reporte nuevamente. |
| Susumu Terajima                 | Tatsuo            | 6                          | Es un amante del béisbol y miembro del equipo "Rabbits", que luego de morir, no puede pasar a la otra vida, ya que se preocupa por Shinnosuke Uehara, un joven poco seguro de sí mismo. Gracias a la ayuda de Madoka Tsutsumi, logra generar confianza en Shinnosuke, quien regresa al equipo, por lo que Tatsuo queda en paz y pasa a la otra vida. |
| Masaki Izawa                    | Shinnosuke Uehara | 6                          | Es un joven penoso, que no expresa lo que quiere y siente. Cuando Tatsuo lo conoce lo invita a formar parte de su equipo de béisbol "Rabbits", a pesar de que no es bueno, no se rinde. SLuego de la muerte de Tatsuo decide alejarse del equipo, sin embargo con la ayuda de Madoka Tsutsumi, logra tomar confianza y regresa con ellos. |
| Kanna Mori                      | Mari Uehara       | 6                          | Es la hermana mayor de Shinnosuke, cree que su hermano no es bueno jugando béisbol, por lo que no le gusta que vaya al campo. Finalmente cuando Shinnosuke le dice lo que siente, Mari confía en sus decisiones y lo apoya. |
| Yorie Yamashita                 | Kiyomi Sawamura   | 7                          | Es la madre biológica de Sayaka Tsutsumi. Es una mujer adinerada y pretenciosa, que abandonó a Sayaka de pequeña. Cuando se entera de que Ikuo Tsutsumi está en el hospital, regresa a la vida de su hija y la intenta convencer de que se mude con ella y su nuevo esposo, sin éxito. |
| Ryoko Kobayashi Inoue Rinna     | Asami Murakami    | 8, 9 6-9                   | Es la hermana menor de Masato Murakami. De pequeña estuvo envuelta en un accidente luego de resbalar por un acantilado, lo cual la deja paralítica, sin embargo a pesar de que Masato logra salvarla, al caer muere, sintiéndose culpable por lo sucedido Asami se cierra y rechaza ser feliz. Con la ayuda de Madoka Tsutsumi y Sachi Aguma, logra perdonarse. Finalmente acepta la propuesta de matrimonio de Hakamada Hiroshi y se casan. |
| Kei Tanaka                      | Hakamada Hiroshi  | 9                          | Es un trabajador que está enamorado de Asami Murakami. Sin embargo cuando le pide matrimonio ella lo rechaza, ya que se siente culpable por la muerte de su hermano y su mejor amiga Ritsuko Manabe. Más tarde es acusado falsamente y encarcelado por la muerte de Ritsuko, sin embargo con la ayuda de Madoka Tsutsumi, Sachi Aguma, Ritsuko y Nabeshima, el verdadero responsable es descubierto y Hakamada es liberado. Poco después Asami le propone matrimonio y la pareja finalmente se casa. |
| Alisa Mizuki                    | Ritsuko Manabe    | 9                          | Es la prometida de Masato Murakami, luego de su muerte, cuida y cría a Asami como a una hermana. Más tarde es asesinada por Yoshioka, uno de sus compañeros de trabajo. Antes de cruzar a la otra vida, quiere que Asami sea feliz con Hakamada. |
| Yasufumi Hayashi                | Ikeda             | 9                          | Es un trabajador que descubre que Yoshioka, había estado manipulando las cuentas del fondo de la compañía. Ikeda acude a Ritsuko por ayuda, pero antes de poder contarle lo sucedido es asesinado por Yoshioka. Un año después cuando Ritsuko, es asesinada por Yoshioka, Madoka Tsutsumi va al otro mundo para hablar con Ikeda quien le revela la identidad del criminal. |
| Takashi Sumida                  | Yoshioka          | 9                          | Es un empleado que había estado manipulando los fondos de la compañía. Luego de ser descubierto por Ikeda lo asesina, más tarde creyendo que Ritsuko Manabe sabía la verdad, también la mata. Cuando Asami Murakami, descubre la verdad Yoshioka intenta matarla, pero es detenido por Masato y luego encarcelado por sus crímenes. |

## Episodios
La serie está conformada por 9 episodios, los cuales fueron emitidos todos los sábados de 21:00-21:54.

### Ratings
Los números en color rojo indican las calificaciones más bajas, mientras que los números en azul indican las calificaciones más altas.
| Episodio | Fecha de emisión    | Participación de audiencia | Participación de audiencia |
| Episodio | Fecha de emisión    | Kanto                      | Kanto                      |
| -------- | ------------------- | -------------------------- | -------------------------- |
| 1        | 23 de abril de 2016 | 10.3%                      |                            |
| 2        | 30 de abril de 2016 | 9.3%                       |                            |
| 3        | 7 de mayo de 2016   | 6.9%                       |                            |
| 4        | 14 de mayo de 2016  | 7.9%                       |                            |
| 5        | 21 de mayo de 2016  | 6.7%                       |                            |
| 6        | 28 de mayo de 2016  | 6.9%                       |                            |
| 7        | 4 de junio de 2016  | 8.2%                       |                            |
| 8        | 11 de junio de 2016 | 7.9%                       |                            |
| 9        | 18 de junio de 2016 | 7.2%                       |                            |
| Promedio | Promedio            | 8.14%                      |                            |

## Música
La música de inicio de la serie es "Bokutachi no Mirai" de la cantante japonesa Leo Ieiri.

## Producción
La serie es una adaptación televisiva de acción en vivo del manga japonés "Omukae Death" de la artista japonesa Meca Tanaka publicado en marzo de 1000 y en el 2002 por la revista de manga shojo Lala.
Fue dirigida por Renpei Tsukamoto, Seiichi Nagumo y Naoko Komuro, quien contó con el apoyo de los guionistas Masaya Ozaki y Yoko Izumisawa.
La producción estuvo a cargo de Ko Myonhi (高明希) y Eiji Otsuka, mientras que la música estuvo en manos de Takami Yu.